# Amenemhat IV
Pour les articles homonymes, voir Amenemhat.
Amenemhat IV est le dernier roi de la XIIe dynastie de -1797 à -1790. Il continue l'œuvre de son prédécesseur Amenemhat III et sera remplacé par Néférousobek après un règne d'une dizaine d'années tout au plus.

## Famille
Pour Aidan Mark Dodson, elle est la mère d'Amenemhat IV. Cette affirmation repose sur l'étude d'une inscription où elle est indiquée comme « Mère du roi » (mwt-nisw.t). Cependant, dans ces titres, à aucun moment elle n'est indiquée comme « Fille du roi » (sȝ.t-nỉsw.t), « Épouse du roi » (ḥm.t-nỉsw.t) ou encore « Sœur du roi » (snt-nisw.t), ce qui fait dire à ces mêmes égyptologues qu'elle n'était pas d'origine royale.
Hotepti est donnée comme une des filles d'Amenemhat III selon quelques spécialistes, dont Jacques Kinnaer, ou comme une de ses épouses. Si c'est le cas, alors Néférousobek, qui est son successeur sur le trône et une probable fille d'Amenemhat III, est soit sa tante, soit sa sœur.
Il est donné comme le père des deux premiers rois de la XIIIe dynastie : Sékhemrê-Khoutaouy Amenemhat-Sobekhotep Ier  et Sékhemkarê Amenemhat-Senbef, en effet ces rois portent des noms de Sa-Rê de la forme Amenemhat-nom, ce qui fait dire à certains que la partie du nom Amenemhat est en l'honneur de leur père, cette pratique étant suivie par plusieurs rois de la dynastie,.

## Règne
Le Canon royal de Turin place Amenemhat IV dans la colonne 6, rangée 1, et lui attribue un règne de 9 ans, 3 mois et 27 jours. Amenemhat IV est également inscrit dans la liste d'Abydos (no 65) et dans la table de Saqqarah (no 21), toutes deux datant du Nouvel Empire. Dans son Ægyptiaca, Manéthon le nomme Ammenemes et indique un règne de huit années. En tout cas, le règne d'Amenemhat semble avoir été pacifique et sans incident. Amenemhat IV est bien attesté par des artefacts contemporains, dont un certain nombre de scarabées et de sceaux-cylindres.

### Arrivée au pouvoir
Amenemhat IV est peut-être arrivé au pouvoir en tant que corégent de son prédécesseur Amenemhat III, dont le règne marque l'apogée de la période du Moyen Empire. La corégence serait attestée par de nombreux monuments et artefacts où les noms des deux rois sont cités en même temps, de manière parallèle. La durée de cette corégence est incertaine ; elle aurait pu durer de un à sept ans, bien que la plupart des spécialistes pensent qu'elle n'a duré que deux ans,.

### Activités hors d'Égypte
Quatre expéditions dans les mines de turquoise de Sarabit al-Khadim dans le Sinaï sont datées de son règne par des inscriptions in situ. La dernière a eu lieu dans sa neuvième année sur le trône et pourrait être la dernière expédition du Moyen Empire, puisque la prochaine inscription date du règne d'Ahmôsis Ier, environ 200 ans plus tard. En son an 2, Amenemhat IV a envoyé une autre expédition pour exploiter une mine d'améthyste dans le Ouadi el-Houdi, dans le sud de l'Égypte. Le chef de l'expédition était le trésorier adjoint Sahathor. Plus au sud, on connaît à Koumma, en Nubie, trois enregistrements du niveau du Nil qui sont explicitement datés de ses années 5, 6 et 7 sur le trône, montrant que la présence égyptienne dans la région a été maintenue de son vivant.
D'importantes relations commerciales ont dû exister pendant son règne avec la ville de Byblos, sur la côte du Liban actuel, où un coffre en obsidienne et en or ainsi qu'un couvercle de jarre portant le nom d'Amenemhat IV ont été trouvés. Une plaque en or montrant une offrande d'Amenemhat IV à un dieu peut également provenir de cette ville.
Récemment, des fouilles à Ouadi Gaouasis sur la côte de la mer Rouge ont produit deux coffres en bois et un ostracon portant un texte en écriture hiératique mentionnant une expédition au pays de Pount en l'an 8 d'Amenemhat IV, sous la direction du scribe royal Djedy. Deux fragments d'une stèle le représentant et datant de son an 7 ont été trouvés à Bérénice sur la mer Rouge,.

### Monuments
Amenemhat IV a achevé le temple de Rénénoutet et Sobek à Médinet Mâdi commencé par Amenemhat III,,, qui est le seul temple intact du Moyen Empire existant encore selon Zahi Hawass. Les fondations du temple, les bâtiments administratifs, les greniers et les résidences ont été mis au jour par une expédition archéologique égyptienne début 2006. Amenemhat IV a peut-être aussi construit un temple dans le nord-est du Fayoum à Qasr el-Sagha.
Amenemhat IV est responsable de l'achèvement d'un sanctuaire au temple d'Hathor dans le Sinaï et pourrait également avoir entrepris des travaux à Karnak où un piédestal pour une barque sacrée portant les noms d'Amenemhat III et IV a été trouvé en 1924,,,,.

### Après son règne
Amenemhat IV est suivi sur le trône par Néférousobek, probable fille d'Amenemhat III. Après le cours règne de cette dernière, la XIIe dynastie s'est achevée et a été remplacée par la XIIIe dynastie, beaucoup plus faible. Bien que les deux premiers souverains de cette dynastie aient pu être des fils d'Amenemhat IV, l'instabilité politique est rapidement devenue courante et les rois ont rarement régné au-delà de quelques années. L'afflux d'immigrants asiatiques dans le delta du Nil, qui avait commencé sous les règnes du prédécesseur d'Amenemhat IV, s'est accéléré sous son propre règne, devenant complètement incontrôlable. Sous la XIIIe dynastie, la population asiatique du delta fonda un royaume indépendant dirigé par des rois de descendance cananéenne formant la XIVe dynastie et régnant à partir d'Avaris, forçant les rois de la XIIIe dynastie à abandonner la Basse-Égypte, puis petit à petit la Moyenne-Égypte. 80 ans environ après le règne d'Amenemhat IV, l'administration [de l'État égyptien] semble s'être complètement effondrée, marquant le début de la Deuxième Période intermédiaire. Les successeurs des rois de la XIIIe dynastie ne contrôlent alors qu'un territoire réduit avec pour capitale Thèbes.

## Sépulture
La tombe d'Amenemhat IV n'a pas été identifiée. Il est néanmoins souvent associé à la pyramide sud de Mazghouna en ruine. Aucune inscription n'a été trouvée à l'intérieur de la pyramide pour établir l'identité de son propriétaire, mais sa ressemblance architecturale avec la deuxième pyramide d'Amenemhat III à Hawara a conduit les égyptologues à dater la pyramide de la fin de la XIIe ou du début de la XIIIe dynastie. Moins probable, Amenemhat IV pourrait avoir été enterré dans la première pyramide d'Amenemhat III à Dahchour, puisque son nom a été trouvé sur une inscription dans le temple mortuaire.
À Dahchour, à côté de la pyramide d'Amenemhat II, les vestiges d'une autre pyramide datant du Moyen Empire ont été découverts lors de travaux de construction. La pyramide n'a pas encore été fouillée, mais un fragment portant le nom royal Amenemhat a été mis au jour. Il est donc possible que cette pyramide appartienne à Amenemhat IV, bien qu'il existe aussi des rois de la XIIIe dynastie qui portaient le nom d'Amenemhat et qui auraient pu construire la pyramide. Le fragment de relief peut aussi provenir de la pyramide voisine d'Amenemhat II.